# Staad
Staad (toponimo tedesco) è una frazione di 3 391 abitanti del comune svizzero di Thal, nel Canton San Gallo (distretto di Rorschach).

## Geografia fisica
Staad si estende lungo la riva sudorientale del lago di Costanza.

## Storia
Fino al 1802 Staad è stata una comunità autonoma, formata dalle frazioni di Oberstaad e Unterstaad; nel 1803 è stata integrata nel neocostituito comune di Thal assieme alla località di Altenrhein e nel 1805 Unterstaad è stata incorporata nel comune di Rorschacherberg.

## Monumenti e luoghi d'interesse
- Chiesa parrocchiale cattolica di Cristo Re, eretta nel 1968[2].

## Società

### Evoluzione demografica
L'evoluzione demografica è riportata nella seguente tabella:
Abitanti censiti

## Geografia antropica
In seguito all'espansione edilizia del secondo Novecento, dagli anni 1970 Staad costituisce un agglomerato urbano con la limitrofa località di Buechen, anch'essa frazione di Thal.

## Infrastrutture e trasporti

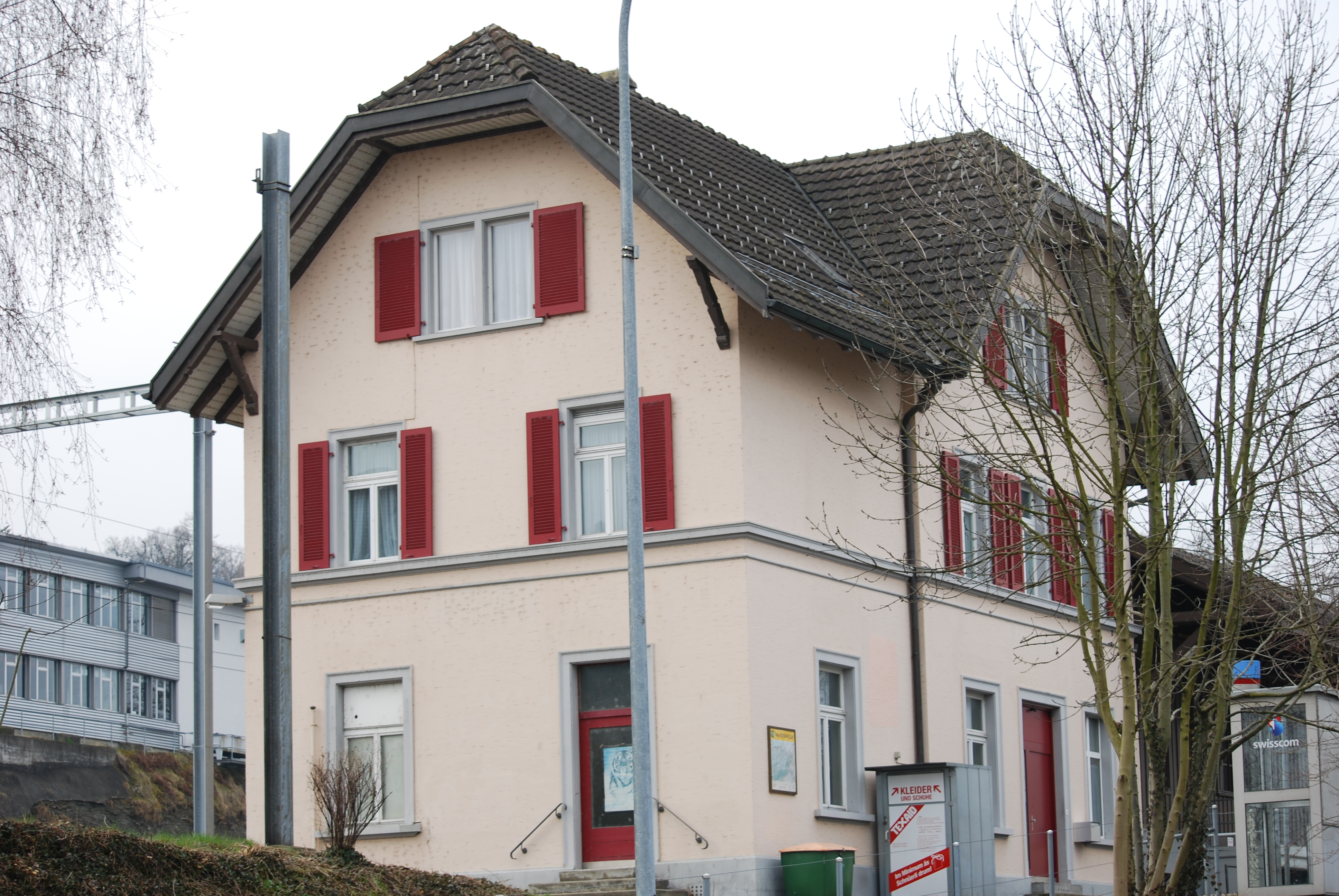
La stazione di Staad

Staad è attraversata dalle strade principali 7 e 13 ed è servita dall'omonima stazione sulla ferrovia Coira-Rorschach (linee S2, S4 e S5 della rete celere di San Gallo); il porto di Staad è servito dalle linee di navigazione del lago di Costanza (Weiße Flotte).

## Sport
A Staad ha sede la squadra di calcio femminile Fussballclub Staad, che gioca le sue partite interne nello Sportplatz Bützel.